# Gravenvete
De Gravenvete (Deens: Grevens Fejde) was een successieoorlog en godsdienstoorlog die van mei 1534 tot juli 1536 woedde in Denemarken en Noorwegen, de laatste van de Deense Successieoorlogen. Na afloop van de oorlog werd het koninkrijk Denemarken en Noorwegen officieel een lutherse staat. De oorlog is vernoemd naar graaf Christoffel van Oldenburg, de tegenstander van de latere koning Christiaan III.

## Voorgeschiedenis

### De politieke situatie
Onder invloed van het humanisme probeerde Christiaan II van Denemarken vanaf 1521 een aantal hervormingen door te voeren. De hervormingen beperkten de macht van de adel en de geestelijkheid, waarvoor de koning steun zocht bij de boeren door hen meer bescherming te bieden. Op 20 januari 1523 kwamen de edelen van Jutland hiertegen in opstand en kozen Frederik van Holstein als nieuwe koning van Denemarken. Frederik I, gesteund door de adel en de geestelijkheid, veroverde Funen, Seeland en Skåneland, inclusief Kopenhagen en Malmö, de laatste steden die loyaal waren gebleven aan Christiaan II. Christiaan II vertrok naar de Habsburgse Nederlanden vanwaaruit hij steun probeerde te verzamelen voor de herovering van zijn koninkrijk. De Deense boeren bleven Christiaan ondanks zijn afwezigheid steunen. In 1525 verzamelde Søren Norby een leger boeren in Skåneland. Met een lening van de Hanzestad Lübeck huurde koning Frederik I een beroepsleger waarmee hij Søren Norby uit Skåne verdreef.
Acht jaar nadat Christiaan II naar het buitenland vluchtte, probeerde hij zijn koninkrijk weer terug te veroveren. Op 24 oktober 1531 verging echter een groot deel van zijn vloot voor de kust van Noorwegen. Christiaan II gaf zich op 1 juli tijdens de conventie van Oslo over aan Frederik I. In ruil voor zijn overgave beloofde Frederik hem een veilige terugtocht. Frederik hield zich echter niet aan zijn belofte, nam Christiaan II gevangen en sloot hem op in het Slot Sønderborg.

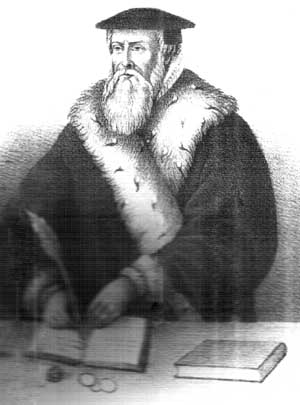
Hans Tausen, de belangrijkste voorvechter van het lutheranisme in Denemarken

### De opkomst van het lutheranisme
Aan het begin van de jaren 20 van de zestiende eeuw werd het aartsbisdom Denemarken (aartsbisdom Lund) betwist door verschillende kandidaten. De koninklijke kandidaat Jørgen Skodborg werd gekozen, maar omdat hij nog niet tot priester was gewijd, verkreeg hij geen pauselijke goedkeuring. Toen hij ook nog niet kon voldoen aan de financiële eisen die koning Christiaan II de Deense kerk stelde, werd hij afgezet. Zijn opvolger Didrik Slagheck werd na een paar maanden geëxecuteerd. Johan Weze, de volgende aartsbisschop, vluchtte samen met koning Christiaan II naar de Nederlanden. Door deze gebeurtenissen verloren de bisschoppen aan geloofwaardigheid.
Onder Christiaan II waren de predikers Martin Reinhard en Andreas Karlstadt al begonnen om het lutheranisme te prediken, hoewel ze daar nog weinig succes hadden. Na de afzetting van Christiaan gaf Frederik toestemming aan lutherse predikers om in Denemarken de nieuwe leer te verspreiden. De hertogdommen Sleeswijk en Holstein werden in 1525 tot het lutheranisme bekeerd. In 1526 werd ook Jutland protestants door de preken van Hans Tausen. In 1527 werd vrijheid van godsdienst uitgeroepen en in 1531 werd Denemarken lid van het Schmalkaldisch Verbond, een alliantie van Duitse protestantse vorsten. Hoewel Denemarken nog steeds officieel een katholiek land was, had het lutheranisme veel invloed gekregen.

## Het uitbreken van de burgeroorlog
Frederik I stierf op 10 april 1533. De katholieke meerderheid van de Rijksraad (Deens: Rigsråd) stelde de keuze voor een nieuwe koning uit, omdat zij vreesden dat prins Christiaan meteen het Lutheranisme tot officiële godsdienst zou verklaren. Christoffel van Oldenburg, een neef van Christiaan II, maakte echter ook aanspraak op de Deense troon. Hij kreeg daarbij steun van Lübeck, dat hiermee de verloren invloed in Denemarken terug wilde winnen. Daarna zouden zij de Sont en de Oostzee kunnen controleren. Onder het voorwendsel het koningschap van Christiaan II te herstellen, zond Jürgen Wullenwever, de burgemeester van Lübeck, een leger naar Seeland en Skåneland. Graaf Christoffel van Oldenburg werd aangesteld als leider van het leger. Als reactie hierop kozen de edelen en de Rooms-katholieke bisschoppen van Jutland prins Christiaan tot koning. Deze had de steun van Amsterdam, onder andere door zijn bijdrage aan het vredesverdrag van 1533.
Christoffel van Oldenburg vroeg Skipper Clement (Klemen Andersen) om hulp tegen Christiaan III en de edelen van Jutland. Skipper Clement, een kaperkapitein die Christiaan II steunde, voer naar Jutland. Onder zijn leiding kwamen de boeren van Noord Jutland in opstand tegen de edelen. Hij verdreef de edelen uit noordelijk Jutland, en verwoestte hun kastelen en landerijen. Aalborg werd het centrum van de opstand.
In juli 1534 werd graaf Christoffel van Oldenburg als regent namens Christiaan II aangesteld door de raad van Seeland in Ringsted. Een maand later werd hij ook door de raad van Skåneland verkozen.

## De overwinning op de boeren
De edelen organiseerden een tegenaanval om de boerenopstand te onderdrukken. Hun geïmproviseerde leger onder leiding van Niels Brock en Holger Rosenkrantz werd echter op 10 oktober 1534 verslagen door de boeren in de Slag bij Svenstrup.
Op 18 november 1534 sloten Christiaan III en Lübeck de Vrede van Stockelsdorf waarin besloten werd dat de oorlog in Holstein werd beëindigd, terwijl de oorlog in Denemarken voortgezet werd. Christiaan kon zijn troepen nu inzetten om de opstandige boeren in het noorden te verslaan. Hij stuurde een leger onder leiding van Johan Rantzau dat de boeren terug dreef naar Aalborg. Op 18 december 1534 viel de stad na een bestorming door het leger van Rantzau. Minstens 2000 mensen kwamen om tijdens de bestorming of bij de plunderingen de dagen erna.
Skipper Clement werd zwaargewond, maar wist te ontsnappen. Hij werd enkele dagen later echter door een boer herkend en overgedragen aan de troepen van Rantzau. Toen de oorlog voorbij was, werd hij veroordeeld door de rechtbank van Viborg en in 1536 onthoofd.

## De nederlaag van Christoffel en Lübeck

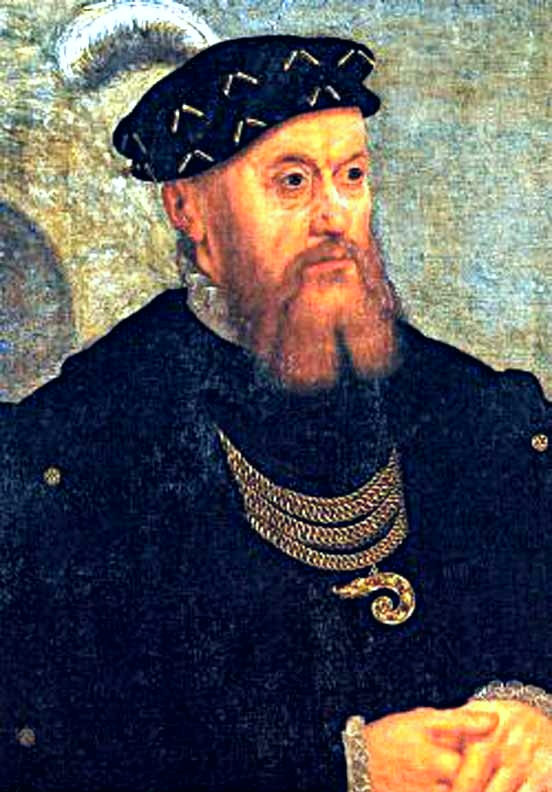
Overwinnaar Christiaan III van Denemarken geschilderd in 1550.

De Zweedse koning Gustaaf Wasa kwam Christiaan III te hulp en stuurde een leger naar Skåne. Het Zweedse leger trok plunderend rond door Skåne waarna het ook Halland binnenviel. Sommige edelen uit het gebied kozen de kant van de Zweden. De troepen van graaf Christoffel trokken zich terug in het fort van Helsingborg. In januari van het jaar 1535 trok het leger van de edelen en de Zweden op naar het fort. Troepen uit Lübeck en Malmö onder leiding van Jørgen Kock hadden zich verschanst voor de muren van het fort. Tyge Krabbe, de heer van Helsingborg die zich had voorgedaan als loyaal aan Christoffel, liet de kanonnen van het fort vuren op de verdedigers. Hij opende de poort van het fort voor de Zweden die het fort innamen. Hiermee was het gebied ten oosten van de Sont verloren voor graaf Christoffel, behalve de stad Malmö.
Na de overwinning op de opstandeling in Aalborg trok Johan Rantzau met zijn troepen naar het eiland Funen waar hij op 11 juni 1535 een beslissende nederlaag toebracht aan het overgebleven deel van Christoffels leger in de Slag van Øksnebjerg.
Op 17 juni 1535 begon de Zeeslag bij Svendborg waarin de vloot van Lübeck streed tegen een verenigde Deense, Zweedse en Pruisische vloot. Hertog Albrecht van Pruisen was de zwager van Christiaan III en wilde verhinderen dat Christiaan II weer op de Deense troon zou komen. De zeeslag werd door Lübeck verloren, waarna alleen Kopenhagen en Malmö de strijd voortzetten. Na een maandenlang beleg gaven de beide steden zich in 1536 over. Christiaan III was de koning van Denemarken en werd op 12 augustus 1537 in Kopenhagen gekroond.
Ook keizer Karel V probeerde echter zijn invloed in Scandinavië terug te krijgen en met zijn broer Ferdinand zette hij in 1535 het huwelijk op van Frederik II van de Palts met de dochter van hun zus Isabella van Habsburg en Christiaan II, Dorothea van Denemarken.
Christiaan III had ondertussen Travemünde veroverd, waardoor Lübeck afgesneden werd en Wullenwever ten val kwam. Nadat Lübeck zich met het vredesverdrag van 14 februari 1536 terug had getrokken uit de oorlog, probeerde Christoffel Habsburgse steun te verwerven door Kopenhagen in naam van Frederik van de Palts bezet te houden. Maria van Hongarije begon met plannen om een vloot samen te stellen om Christoffel te steunen en Kopenhagen in te nemen, maar vond daarbij de Staten van Holland tegenover zich. Zij deelden haar mening niet dat dit in het belang van handel was en na lang beraad wezen zij het plan af. Daarna richtte zij zich tot stadhouder Antoon van Lalaing, die voorstander van ingrijpen was. Deze bleek echter niet erg daadkrachtig, waarna zij aan admiraal Adolf van Bourgondië opdracht gaf het leger van Hendrik van de Palts naar Kopenhagen te verschepen.
Meindert van Ham had voor Balthasar Oomkens van Esens in diens strijd tegen de Habsburg georiënteerde graaf Enno II van Oost-Friesland in 1533 de Slag bij Jemmingen gewonnen en korte tijd Greetsiel bezet. Balthasar had aansluiting gezocht bij Karel van Gelre die zich op zijn beurt had aangesloten bij Christiaan III om zo steun te verkrijgen in zijn Gelderse Oorlogen. In mei 1536 bezette Meindert Appingedam, trok met zijn troepen naar Groningen en dreigde Holland binnen te vallen. Hij werd ondersteund door Deense schepen die de Eems opvoeren en onder deze dreiging ging Holland akkoord om steun te verlenen aan de operatie. Groningen, dat tot dan toe Gelderse stadhouders had gehad, liet onder de Deense druk de Friese stadhouder Georg Schenck van Toutenburg binnen zijn muren, waarmee deze stad ook in Habsburgse handen was. De troepen van Hendrik van de Palts trokken naar Zeeland om daar in te schepen, nadat zij eerst Toutenburg hadden bijgestaan om Meindert te verdrijven in de Slag bij Heiligerlee. De verdere reis naar Zeeland en de uitrusting van de vloot duurden echter zo lang, dat de vloot nog niet gereed was toen Kopenhagen op 29 juli in handen viel van Christiaan III. Amsterdam wist daarna met hulp van Hamburg een bestand te sluiten met Christiaan III voor de Nederlanden.

## Nasleep
De katholieke bisschoppen werden zwaar gestraft voor het uitstellen van hun keuze voor Christiaan III. Hun landerijen en bezittingen werden door de kroon geconfisqueerd. In 1537 werden alle bisschoppen vervangen door lutherse bisschoppen van burgerlijke afkomst, die echter geen politieke macht meer hadden. Alleen edelen konden nu nog in de Rijksraad zitting nemen. Het lutherse geloof werd uitgeroepen tot de staatsgodsdienst van Denemarken.